# NGC 4941
NGC 4941 is een balkspiraalstelsel in het sterrenbeeld Maagd. Het hemelobject ligt 64 miljoen lichtjaar van de Aarde verwijderd en werd op 24 april 1784 ontdekt door de Duits-Britse astronoom William Herschel.

## Synoniemen
- MCG -1-33-77
- UGCA 321
- IRAS 13016-0516
- PGC 45165